# Sarah Waters

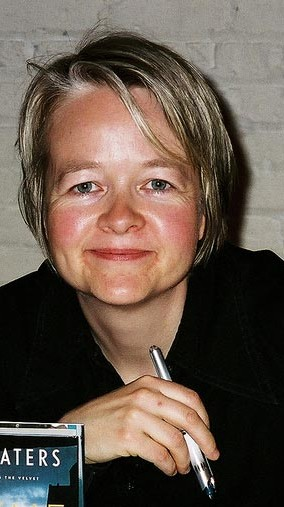

Sarah Waters (Neyland, 21 juli 1966) is een Britse romanschrijfster. Haar bekendste werk is haar debuut Tipping the Velvet (vert. Fluwelen Begeerte) uit 1998, dat in 2002 onder dezelfde titel werd verfilmd als miniserie.

## Werk
Sarah Waters werd in 1966 geboren in Neyland, een stad gelegen in de county Pembrokeshire in Wales. Ze ging daar ook naar school en bezocht later de universiteit van Canterbury waar ze haar doctoraat in Engelse literatuur verkreeg. Haar specialisering was moderne homoliteratuur vanaf de negentiende eeuw. Zij deed voor haar proefschrift onderzoek naar lesbische historische romans. Door een bestudering van de negentiende-eeuwse seksuele onderwerelden toont zij onder meer aan dat de voorstellingen die men tegenwoordig van (homo)seksualiteit in de victoriaanse periode heeft, in het beste geval stereotiep en in het slechtste geval onjuist zijn.
Haar werk voor haar promotiethesis inspireerde haar tot het schrijven van haar eigen lesbische historische romans waarin ze het victoriaanse tijdperk nieuw leven inblaast. Door haar stijl, de periode waarin haar romans zich afspelen en het feit dat haar hoofdpersonages uit de onderklasse afkomstig zijn, wordt zij vaak vergeleken met Dickens. Haar werk is zowel in lesbische kringen als bij een breder publiek populair.
Haar bescheiden oeuvre is overladen met prijzen waaronder de Betty Trask Award, Somerset Maugham award, Lambda Literary Award for Lesbian Fiction, Young Writer of the Year Award en de CWA Historical Dagger prize.
Twee van haar boeken werden door de BBC tot miniseries bewerkt. In 2002 verscheen Tipping the Velvet met Rachael Stirling en Keeley Hawes in de hoofdrollen. De serie zorgde voor enige opschudding, omdat op de BBC nog nooit eerder zulke expliciet (lesbische) erotische scènes werden uitgezonden. In 2005 werd Waters’ derde boek Fingersmith verfilmd, met Sally Hawkins, Elaine Cassidy en Rupert Evans in de belangrijkste rollen.
In het voorjaar van 2006 verscheen haar vierde roman getiteld The Night Watch die zich tijdens de Tweede Wereldoorlog afspeelt.